# Idioglossa triumphalis
Idioglossa triumphalis là một loài bướm đêm thuộc họ Oecophoridae. Nó được tìm thấy ở Mozambique.